# Рогожкин, Николай Евгеньевич
Рого́жкин Никола́й Евге́ньевич (род. 21 июня 1952, Мичуринск, Тамбовская область) — российский военный и государственный деятель. Главнокомандующий внутренними войсками МВД России (2004—2014). Полномочный представитель президента Российской Федерации в Сибирском федеральном округе (2014—2016). Генерал армии (23.02.2007).

## Детство
Из рабочей семьи. Отец работал на Мичуринском локомотиворемонтном заводе, участник Великой Отечественной войны. Мать — оператор Мичуринского городского главпочтамта. Окончил 10 классов средней школы в Мичуринске в 1969 году.

## Военная служба в СССР
На военной службе в Вооружённых Силах СССР с августа 1969 года. Окончил Харьковское гвардейское высшее танковое командное училище имени Верховного Совета Украинской ССР (1973), Военную академию бронетанковых войск имени Маршала Советского Союза Р. Я. Малиновского (1980), Военную академию Генерального штаба Вооруженных Сил Российской Федерации (1995).
Служил в 214-м мотострелковом полку 75-й гвардейской тяжёлой танковой Бахмачской дивизии Киевского военного округа командиром танкового взвода, с 1975 — командиром танковой роты, с 1977 — начальником штаба, а с 1978 года — командиром танкового батальона в 42-м танковом полку Киевского военного округа. После окончания академии в 1980 году назначен в 20-ю гвардейскую мотострелковую Прикарпатско-Берлинскую дивизию Группы советских войск в Германии — начальником штаба 1-го гвардейского танкового Чертковского полка имени маршала бронетанковых войск М. Е. Катукова, с 1984 — командир 40-го гвардейского танкового полка, с 1985 года — командир 1-го гвардейского танкового Чертковского полка имени маршала бронетанковых войск М. Е. Катукова. При этом на должность командира полка назначен в воинском звании майор, звание подполковник присвоено досрочно в 1986 году. С 1986 до 1992 года был заместителем командира и командиром 11-й гвардейской танковой Прикарпатско-Берлинской дивизии в Туркестанском военном округе (г. Кушка), начальником окружного учебного центра подготовки младших специалистов мотострелковых войск (1992—1993) (Ашхабад).

## Военная служба в России
После окончания Военной академии Генерального штаба Вооруженных Сил Российской Федерации с 1995 года — старший преподаватель кафедры военного искусства этой академии. С февраля 1996 года — заместитель начальника Главного штаба Сухопутных войск, с мая 1998 года — заместитель начальника Главного управления Сухопутных войск (1996—2000). В 1996 году принимал участие в планировании и проведении боевых действий в Чеченской Республике. В 1996—1997 годах находился в командировке в Таджикистане, участвовал в боевых действиях на таджикско-афганской границе.
3 июля 2000 года был переведён во Внутренние войска МВД России, заместитель Главнокомандующего Внутренними войсками МВД Российской Федерации — начальник Управления боевой подготовки Внутренних войск МВД. С 15 января 2001 года — первый заместитель начальника Главного штаба Внутренних войск МВД России. С 10 апреля 2002 года — первый заместитель Главнокомандующего — начальник Главного штаба Внутренних войск МВД России.
С 13 августа 2004 года по 12 мая 2014 года — Главнокомандующий Внутренними войсками. Указом Президента РФ Путина В. В. от 23 февраля 2007 года Н. Е. Рогожкину присвоено воинское звание генерал армии. Впоследствии статус должности Главнокомандующего Внутренними войсками МВД был повышен, и с 11 января 2009 года генерал армии Н. Е. Рогожкин являлся заместителем Министра внутренних дел России — Главнокомандующим Внутренними войсками Министерства внутренних дел Российской Федерации. 20 декабря 2013 года назначен первым заместителем Министра внутренних дел России — Главнокомандующим Внутренними войсками Министерства внутренних дел Российской Федерации..
С 12 мая 2014 года уволен с военной службы в запас.

## Полномочный представитель президента Российской Федерации
С 12 мая 2014 года по 28 июля 2016 года — полномочный представитель Президента РФ в Сибирском федеральном округе.
Действительный государственный советник Российской Федерации 1 класса (2014).
Комментируя лесные пожары в Сибири в апреле 2015 года Н. Е. Рогожкин предположил, что они могли быть созданы некой диверсионной группировкой, состоящей из обученных оппозиционеров. Также он посоветовал погорельцам самостоятельно заняться расчисткой участков, пострадавших от пожаров, сдать не сгоревший металлолом.

## После отставки
После ухода с должности полномочного представителя Президента РФ в Сибирском федеральном округе в 2016 году занялся общественной деятельностью.
После увольнения в запас работает помощником полномочного представителя Президента РФ в Центральном федеральном округе на общественных началах.
Также он заместитель председателя общества «Динамо», председатель московской городской организации спортивного общества «Динамо» и заместитель руководителя концерна «Проект-техника».
Является организатором и куратором традиционного хоккейного турнира, который проходит уже несколько лет подряд в Мичуринском районе.
Входит в состав Общественного совета при Следственном комитете Российской Федерации.
Живёт и работает в Москве и в Мичуринском районе Тамбовской области.

## Учёные степени и звания
Кандидат педагогических наук (2004, диссертация «Формирование готовности будущих офицеров к управленческой деятельности»). Профессор Академии военных наук.

## Воинские звания
- подполковник (1986 досрочно)
- полковник (7.02.1990)
- генерал-майор (4.09.1992)
- генерал-лейтенант (20.12.1996)
- генерал-полковник (10.06.2003)
- генерал армии (23.02.2007)

## Семья
Женат. Сын — офицер, служит в ФСБ России.

## Награды

### Ордена и медали
- Орден «За заслуги перед Отечеством» 3-й степени[9]
- Орден «За заслуги перед Отечеством» 4-й степени (2011)[10]
- Орден «За военные заслуги» (1998)
- Орден Почёта (2004)
- Орден «За службу Родине в Вооружённых Силах СССР» III степени (1990)
- медали СССР и Российской Федерации
- медаль «10 лет Саурской революции» (Афганистан)

### Почётные звания, конфессиональные и иные награды
- Почётный гражданин Тамбовской области (звание присвоено постановлением Тамбовской областной думы от 30.06.2010 № 1855 за выдающийся вклад в социально-экономическое и культурное развитие области)[11]
- Орден Кадырова (2008, Чечня)[12]
- Орден святого благоверного великого князя Димитрия Донского II степени (2005)[13]
- Орден святого благоверного князя Даниила Московского 3-й степени (2002)
- Почётное оружие — Пистолет Макарова (награждён приказом МВД России от 26.03.2003)
- Краповый берет — за вклад в развитие специальных подразделений внутренних войск (дата вручения неизвестна)[14]

## Сочинения
- Рогожкин Н. Е. Войска НКВД в Сталинградской битве и обороне Кавказа // Военно-исторический журнал. — 2013. — № 2. — С. 15—20.
- Рогожкин Н. Е. «Приравнять во всех отношениях к гвардейским частям». Боевой путь 70-й армии в Великой Отечественной войне // Военно-исторический журнал. — 2013. — № 8. — С. 10—14.